# 人類升級
是一部2018年的澳洲賽博龐克科幻動作電影，由雷·沃納爾執導和編劇。主演羅根·馬歇爾-格林、貝蒂·加布里埃爾和哈里森·吉爾伯特森。講述一名男子被行凶搶劫而變成癱瘓，他後來植入一塊晶片，能夠令他控制自己的身體。傑森·布倫透過他的布倫屋製片公司擔任電影的監製。
本片於2018年3月10日在西南偏南上首映，之後於2018年6月1日在美國公映，2018年6月14日在澳洲公映。本片得到正面評價，影評人稱其為「一部分《The Six Million Dollar Man》，一部分《Death Wish》的復仇幻想」，並且讚揚本片的黑色幽默和動作場面。

## 劇情
Grey Trace是一名技工，與他的妻子Asha住在一起，Asha為Cobolt公司工作，這是其中一間致力於在不久的將來增加人類電腦增強功能的公司。有一天，Grey要求Asha幫助他將一輛經過翻新的汽車送回他的客戶Eron Keen，後者是一位著名的科技創新員，負責管理一間名為Vessel的競爭公司。在拜訪Eron的家時，他展示了他的最新作品，一種名為STEM的人工智能晶片，可以當作為輔助大腦。
在回家的路上，Grey和Asha的自動駕駛汽車在一個無家可歸者的營地發生故障和撞車。然後四個不知名的男人來到，在Asha的腹部和Grey的頸上開槍，切斷Grey的脊髓。Grey無助地看著Asha在他旁邊流血至死。
Grey在幾個月後回家，變成要坐輪椅的四肢癱瘓者，現在由他的母親Pamela照顧。Asha的去世以及探員Cortez無法辨認他們的襲擊者，令到Grey陷入強烈的沮喪中。在服用過量藥物而自殺失敗之後，Eron就探訪了他，他提出用手術將STEM植入Grey的脊柱，並恢復他身體的運動功能。雖然Grey最初抗拒，但Eron成功說服他接受手術。
Grey的手術完成並恢復了比預期更快的四肢控制。Eron隨後與Grey簽署了一項保密協議，要對每個人隱瞞STEM，包括警方，並在公開場合時假裝仍然癱瘓。在那天晚上他透過案件檔案查看妻子的謀殺案時，Grey聽到STEM在他心裡說話。STEM表示，它可以幫助Grey報仇，並迅速從無人機的影片中識別出一位當地男子名叫Serk的襲擊者。STEM還發現Serk和襲擊者已將改裝過的槍植入他們的手臂中，這解釋了為什麼警察無法識別殺人武器。Grey決定親自調查Serk。
Grey闖入Serk的家中，發現他因一項秘密軍事實驗而「被升級」，將他和另一名襲擊者連接到一間名為Old Bones的當地酒吧。然後Serk回到家中發現Grey，兩人之間打鬥起來。當Serk開始壓倒Grey時，STEM說服Grey暫時放棄對他身體的控制。在STEM的指導下，Grey變成了一件致命的高效率戰鬥機器，不費吹灰之力就殺死了Serk。雖然他們試圖掩蓋自己的行蹤，但Cortez看到Grey在殺人前接近Serk的無人機畫面。然而，她缺乏了將Grey與Serk被殺聯繫起來，或證明他有能力在四肢癱瘓的處境下襲擊一個人的證據。
Eron透過追踪STEM的動作來了解所發生的事情，並因為Grey的私刑做法而譴責他。Grey透露，STEM正在和他說話，這讓Eron感到驚訝，他要求Grey停止任何進一步的調查。儘管如此，Grey繼續前往Old Bones並找到下一個襲擊者Tolan。在STEM的幫助下，Grey輕易地制服他。Grey允許STEM折磨Tolan致死，但在得到襲擊者的頭目Fisk的名字前就死了。離開酒吧時，Grey癱倒在地上。STEM告訴Gray，Eron正試圖遠距離抑制他們，而且將他引導到附近可以切斷Eron連接的黑客。
經過艱苦的掙扎，Grey找到了黑客Jamie，他設法移除STEM的輸入防護裝置。Jamie然後意識到他們被襲擊者和兩名武裝的Vessel員工跟蹤後便拋棄了他們。Fisk殺死Vessel的員工，而Grey與STEM恢復了控制權後，殺了Fisk的同伴Jeffries。
Grey回到家，Pamela發現他走來走去，迫使他透露STEM的存在。然後Cortez在發現Grey的輪椅被遺棄在Old Bones後審問他們。由於無法讓他們任何一人坦白，她在Grey的外套上謹慎地安放收聽裝置後便離開。Grey對他所犯下的謀殺行為感到疲憊不堪，他想要放棄。STEM拒絕，告訴Grey，除非他們與Fisk打交道，否則Fisk最終會追蹤到並殺死他們。確認沒有Eron的輸入防護裝置，它不再需要服從Grey的命令，STEM然後迫使Grey離家去追捕Fisk。在開車的過程中，他們發現了Cortez的收聽裝置，並發現她的車追著他們。STEM然後引起一輛自動汽車發生故障，撞向她的汽車，這樣他們就可以逃脫。不久之後，Cortez回到Grey的家，Pamela披露了關於STEM的真相。
Grey和STEM最終找到了Fisk，在用槍口威脅他，迫他揭露殺死Asha的原因。Fisk透露他只是被雇來癱瘓Grey，所以Grey就可以被植入STEM。Grey然後攻擊Fisk，Fisk已經升級到可以超越Grey的動作，最後Grey殺死了Fisk。Grey隨後搜索Fisk的手機並發現了來自Eron的消息，Eron提議策劃一切，使Grey成為STEM的理想測試對象。
後來Grey襲擊Eron的家，在他殺死Eron前被Cortez用槍指著。Eron隨後透露，STEM迫使他從一開始就設計好事情，早就控制了Eron的生活和他的公司，目標是要成為人類。在Grey的身體完全未被強化時，STEM引發車禍，並指示Eron說些好話令Grey進行植入手術。在揭露其計劃之後，STEM殺死了Eron並試圖殺掉Cortez。在拼命抵抗STEM的過程中，Grey強迫他的手臂伸向他的頸並開槍射殺自己。Grey突然在醫院病床上醒來，沒有癱瘓。Asha解釋給他說他們撞車後他已經昏迷了兩天。在現實，Grey仍然在Eron的家裏。STEM全面控制了Grey，向Cortez解釋心理壓力終於打破了Grey的心智，這一直就是STEM的目的，因為可以令STEM能夠控制Grey的身心。Grey的意識相信已經找到快樂無憂般的夢境，而STEM殺死了Cortez並離開。

## 演員
- 羅根·馬歇爾-格林 飾 Grey Trace
- 貝蒂·加布里埃爾 飾 Cortez
- 哈里森·吉爾伯特森 飾 Eron Keen
- Benedict Hardie 飾 Fisk
- 梅蘭妮·巴列霍（英语：Melanie Vallejo） 飾 Asha Trace
- Christopher Kirby 飾 Tolan
- 克萊頓·雅各布森（英语：Clayton Jacobson (director)） 飾 Manny
- 薩欽·喬阿布（英语：Sachin Joab） 飾 Dr. Bhatia
- Michael M. Foster 飾 Jeffries
- 理查德·科桑內（英语：Richard Cawthorne） 飾 Serk
- 琳達·克羅佩爾（英语：Linda Cropper） 飾 Pamela
- Simon Maiden 飾 STEM（聲演）
- Kai Bradley 飾 Jamie

## 製作
電影的主要攝影於2017年3月在雷·沃納爾的墨爾本家鄉開始。剪接在悉尼進行。

## 電視劇
2018年8月16日，監製傑森·布倫在Twitter上留言說有可能計劃製作續集。2020年5月，據報道，其續集被製作成電視劇，雷·沃納爾除了執導該劇，也與Tim Walsh共同創作該劇，Walsh會擔任節目統籌，而且兩人會擔任執行製作人。電視劇的故事設定在電影的幾年後，會出現STEM的進化版本和新的宿主，而政府利用STEM來控制犯罪活動。

## 外部連結
- 官方网站
- 互联网电影数据库（IMDb）上《人類升級》的资料（英文）
- 爛番茄上《人類升級》的資料（英文）
- Metacritic上《人類升級》的資料（英文）
- Box Office Mojo上《人類升級》的資料（英文）